# Marcelo Falcão

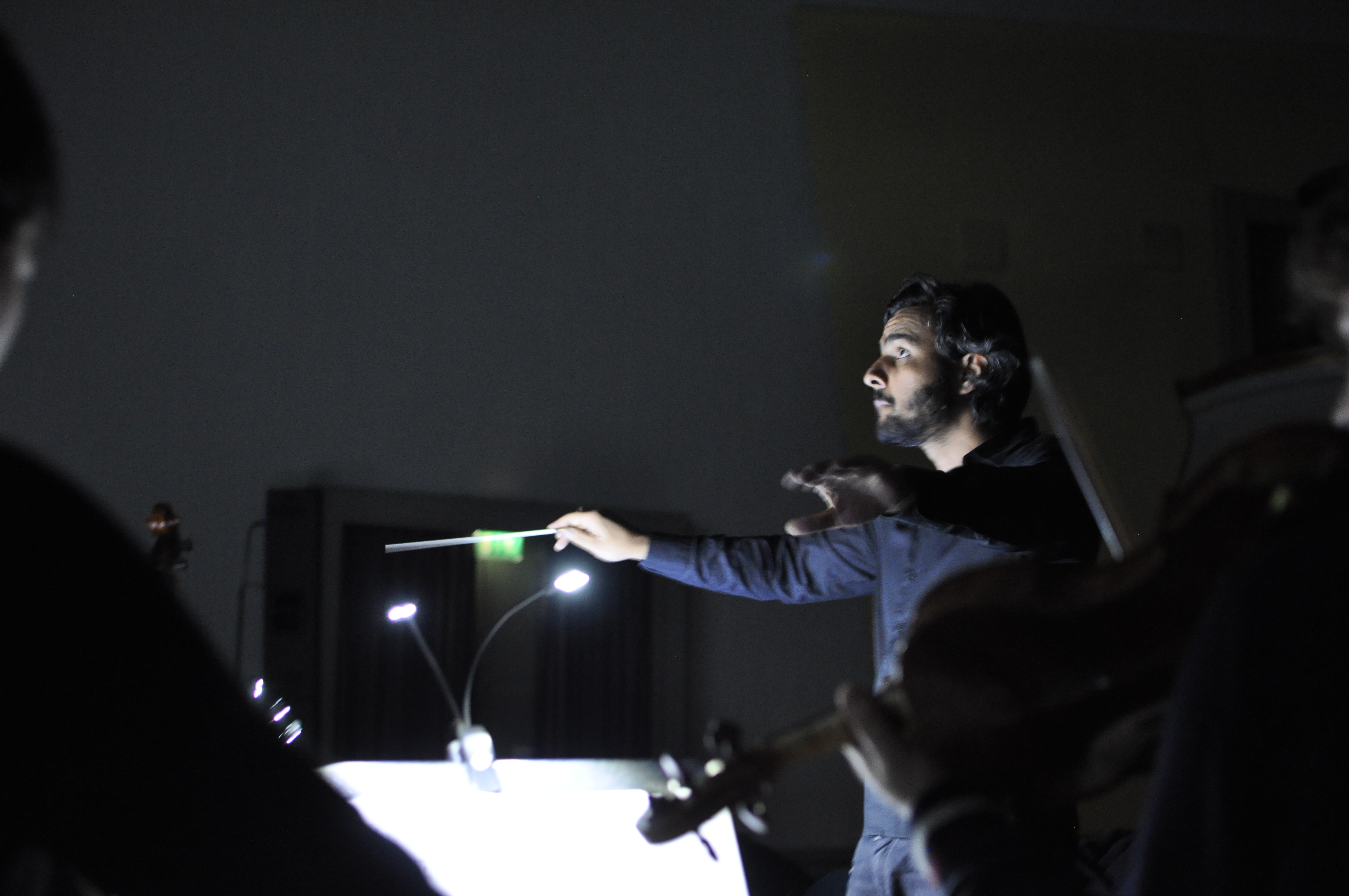
Marcelo Falcão dirigiert das Babylon Orchester Berlin.

Marcelo Falcão (* 19. August 1983 in Rio de Janeiro) ist ein brasilianischer Dirigent und Komponist. Er ist Spezialist für Stummfilmmusik.

## Ausbildung
Falcão wuchs in Rio de Janeiro auf, wo er Kontrabass und Komposition studierte. Nach einem Bachelorabschluss in Musikwissenschaft an der Humboldt-Universität zu Berlin erwarb er erste Dirigierkenntnisse im Unterricht bei Alexander Gelovani. Nach einem Studium der Zeitgenössischen Musik am Conservatorio della Svizzera Italiana bei Arturo Tamayo schloss er dann am Royal Welsh College of Music & Drama in Cardiff ein Masterstudium Orchesterdirigieren mit Merit ab.
Weitere Erfahrung sammelte er in Meisterklassen bei Kenneth Kiesler, Colin Metters und Douglas Bostock und dirigierte in diesem Rahmen unter anderem das Russian National Orchestra, das Divertimento Ensemble und die Argovia Philharmonic. Ferner assistierte er Catherine Larsen-Maguire, David Jones und Carlo Rizzi in sinfonischen und Opern-Produktionen.

## Stummfilm
Im Jahr 2014 dirigierte Marcelo Falcão mehrere Live-Aufführungen des Stummfilmklassikers Berlin – Die Sinfonie der Großstadt in Brasilien im Rahmen des deutsch-brasilianischen Jahres. Ferner leitete er 2018 die brasilianische Premiere von Nosferatu – Eine Symphonie des Grauens in São Paulo.
Von 2019 bis Mai 2020 war Falcão Dirigent des Babylon Orchesters Berlin. Mit dem Ensemble brachte er unter anderem Metropolis, Nosferatu – Eine Symphonie des Grauens, Berlin – Die Sinfonie der Großstadt, Rosita und Panzerkreuzer Potemkin zur Aufführung. Anlässlich des Morricone-Festivals im Kino Babylon im Sommer 2019 dirigierte er ein Filmmusikkonzert, mit dem Babylon Orchester Berlin in sinfonischer Besetzung und Chor.
Neben seiner Tätigkeit als Dirigent arrangiert und komponiert Marcelo Falcão auch Stummfilmmusik. So gab er zusammen mit Hans Brandner unter anderem die Musiken zu Nosferatu und Das Cabinet des Dr. Caligari heraus.